# Yonathan Fernández
Yonathan Jesús Fernández García (Punta Arenas, 14 aprile 1986) è uno sciatore nordico cileno attivo sia nel biathlon sia, principalmente, nello sci di fondo.

## Biografia
Yonathan Fernández ha esordito in campo internazionale nella stagione 2009-2010, quando ha preso parte ad alcune tappe della IBU Cup di biathlon; da allora ha saltuariamente partecipato ad altre parte del circuito, senza debuttare nella Coppa del Mondo di biathlon o ai Campionati mondiali di biathlon.
Nello sci di fondo ha esordito in occasione dei Giochi mondiali militari invernali di Annecy 2013, ha debuttato ai Giochi olimpici invernali a Soči 2014, dove si è classificato 84º nella sprint e ha sfilato come portabandiera del Cile alla cerimonia di chiusura, e ai Campionati mondiali a Falun 2015, dove si è piazzato 123º nella 15 km; ai Mondiali di Lahti 2017 è stato 104º nella sprint e non si è qualificato per la finale nella 15 km, ai XXIII Giochi olimpici invernali di Pyeongchang 2018 è giunto 98º nella 15 km, ai Mondiali di Seefeld in Tirol 2019 si è classificato 95º nella sprint e a quelli di Oberstdorf 2021 145º nella 15 km e 128º nella sprint.
Ha esordito in Coppa del Mondo l'11 dicembre 2021 a Davos in sprint (108º) e ai successivi XXIV Giochi olimpici invernali di Pechino 2022 si è piazzato 91º nella 15 km e 85º nella sprint; ai Mondiali di Planica 2023 è stato 123º nella 15 km e 112º nella sprint e a quelli di Trondheim 2025 152º nella 10 km e 134º nella sprint.